# وسیله نقلیه فردی

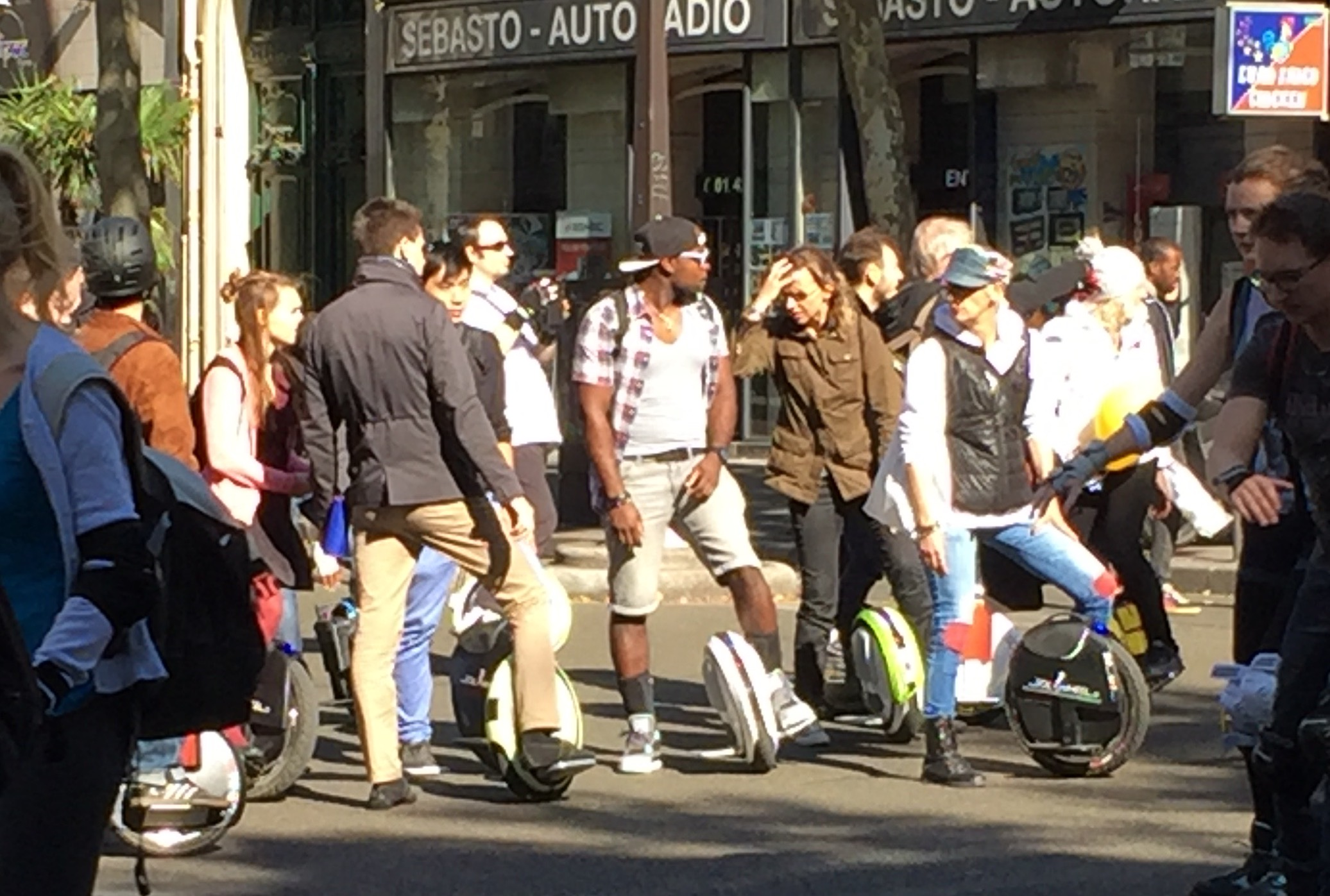
یک‌چرخه‌های خودمتعادل در روز پاریس بدون خودرو در سال ۲۰۱۵

وسیلهٔ نقلیهٔ فردی یا رانَک رده‌ای از وسایل نقلیهٔ موتوری جمع‌وجور است که عمدتاً در قرن ۲۱ رایج شده و به‌منظور جابه‌جایی انفرادی به کار می‌رود و سرعت آن به‌طور معمول از ۲۵ کیلومتر بر ساعت (۱۶ مایل بر ساعت) تجاوز نمی‌کند.
اسکیت‌بردهای برقی، یک‌چرخه‌های خودمتعادل و سِگ‌وِی‌ها در این دسته‌بندی قرار می‌گیرند.